# Ermita de Sant Ramon

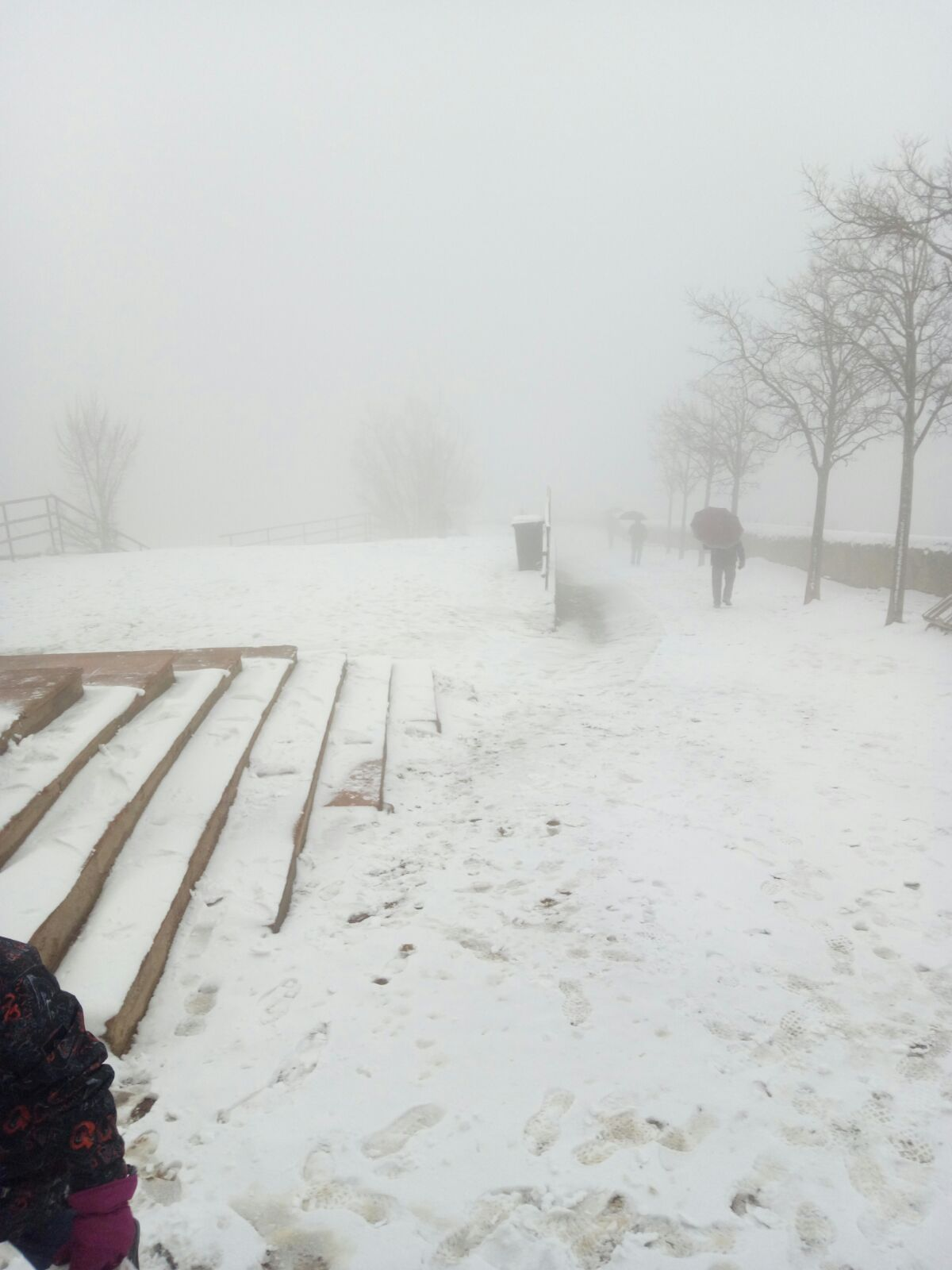
Nevada del desembre de 2018

Ermita de Sant Ramon és un equipament del municipi de Sant Boi de Llobregat, Viladecans i Sant Climent de Llobregat (Baix Llobregat), inclosa en l'Inventari del Patrimoni Arquitectònic de Catalunya. És una ermita d'inspiració neoromànica amb tres ambient diferenciats, una zona de culte, un centre d'interpretació del paisatge i un petit bar-restaurant.
És un equipament gestionat per l'Associació de Voluntaris de Medi Ambient i Entorn Natural.

## Història
Va ser construïda entre els anys 1885 i 1887 al cim del Montbaig, o muntanya de Sant Ramon, al límit dels municipis de Sant Boi de Llobregat, Sant Climent de Llobregat i Viladecans pel mestre d'obres Santboià Aleix Parés i Valls per encàrrec de l'empresari i banquer Josep Estruch i Comella en memòria dels seus pares, Eulàlia Comella i Ramon Estruch i Ferrer.
L'ermita s'aixeca damunt la muntanya de Sant Ramon, que és el límit històric de Sant Boi, Sant Climent i Viladecans. Durant els segle x i xi era coneguda com a Montbaig i com a La Fita, ja que al punt més alt hi havia el partió dels tres termes municipals, que actualment es troben a la masia de Can Xixol.

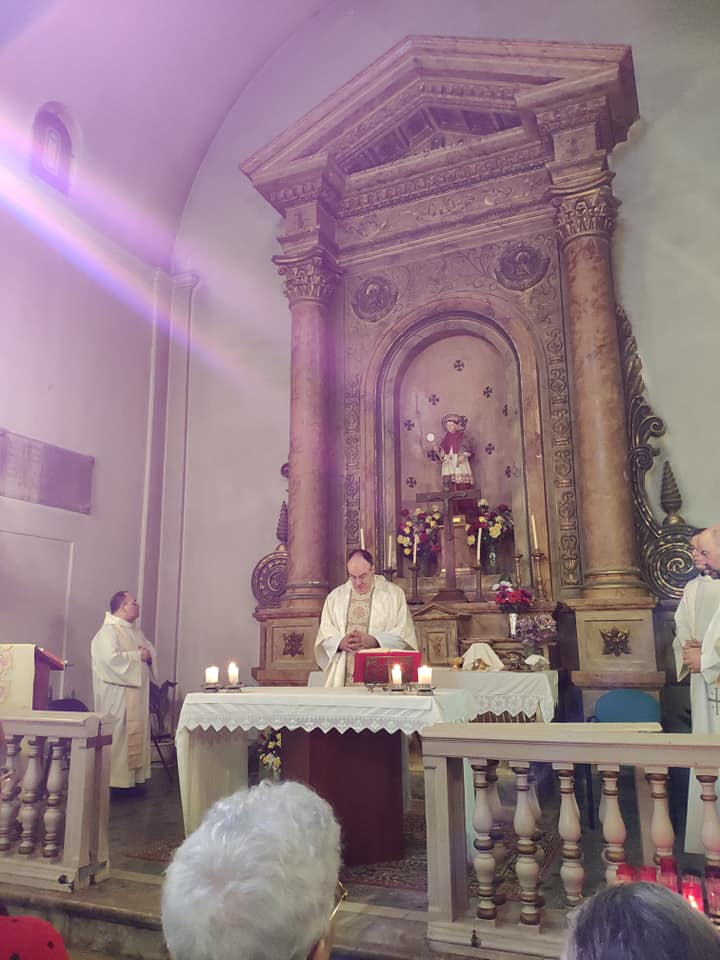
Misa a l'Ermita de Sant Ramon (Sant Boi de Llobregat)

L'ermita va ser cremada a la primeria de la Guerra Civil espanyola.
L'any 2015, el mossèn Mario Pardo de la parròquia de Sant Cristòfol va iniciar els tràmits per tornar a col·locar-hi una imatge de Santa Eulàlia dins l'ermita.
Ençà de la construcció, a les acaballes del segle xix, la celebració d'aplecs, romeries i excursions ha estat un costum habitual per part de la població de Sant Boi de Llobregat, Viladecans i Sant Climent de Llobregat.
Des del 1936, als voltants del 31 d'agost (onomàstica del sant), s'hi celebra l'Aplec de Sant Ramon, que congrega centenars de persones que pugen caminant fins al cim i assisteixen a l'ofici religiós. També s'hi fan altres activats com, una cursa atlètica, gegants i sardanes.
Al costat de l'ermita hi ha una petita plaça, a 289 metres d'altitud, des d'on s'albira tot el delta del Llobregat i, en dies clars, l'illa de Mallorca.